# Maxence Flachez
Maxence Flachez (Grenoble, 5 augustus 1972) is een voormalig Franse voetballer (verdediger). Met Sochaux won hij in 2004 de Coupe de la Ligue.

## Carrière
- 1992-1995: Olympique Lyon
- 1995-1996: FC Martigues
- 1996-augustus 2004: FC Sochaux-Montbéliard
- augustus 2004-2005: EA Guingamp
- 2005-2007: Valenciennes FC
- 2007-2009 : Grenoble Foot